# 6713-as mellékút (Magyarország)
A 6713-as számú mellékút egy közel tizenkét kilométer hosszú, négy számjegyű mellékút Somogy vármegyében. 2007 előtt a 67-es főút részét képezte, három településen átvezetve; a főút településeket elkerülő szakaszának átadása óta viseli ezt az útszámot.

## Nyomvonala
A 67-es főút (illetve az R67-es gyorsút) 78+200-as kilométerszelvényénél lévő turbó-körforgalmú csomópontból ágazik ki, Somogytúr közigazgatási területének déli részén. Első métereit nyugat felé teljesíti, de szinte azonnal észak-északnyugati irányba fordul, majd további néhány lépés után beletorkollik dél felől egy útcsonk: 2007 előtt még itt haladt a 67-es főút, azóta ez a részben fiktív 6714-es út legészakabbi szakasza. Amire a 6713-as eljut a századik méterszelvényéhez, addigra az is eléri a 67-es főút régi nyomvonalát; ettől kezdve végig az az útvonal viseli ezt az útszámot.
Alig 300 méter után az út beér Somogytúr település házai közé, ahol az Árpád utca nevet veszi fel. Áthalad a település központján, majd annak Sziget nevű településrészén – a kettő teljesen összeépült, így az elkülönülés nemigen vehető észre –, majd 1,9 kilométer után kilép a házak közül. 2,3 kilométer megtételét követően beletorkollik a nyúlfarknyi 6515-ös út, 1,1 kilométer után, 2,8 kilométer után pedig átlép Látrány területére.
A 4+250-es kilométerszelvénye táján beletorkollik kelet felől, Andocs-Visz irányából a 6514-es út, majd nem sokkal ezután – nagyjából 4,5 kilométer megtételét követően – beér Látrány házai közé. Rákóczi utca néven halad át a település központján, és a 6+900-as kilométerszelvénye táján lép ki a házak közül, északnyugati irányban. 7,7 kilométer után kiágazik belőle egy számozatlan, alsóbbrendű bekötőút déli irányban, Péntekhely településrészre, a nyolcadik kilométerénél pedig eléri Balatonlelle határvonalát.
8,5 kilométer után kiágazik belőle nyugat felé egy, az előbbihez hasonló bekötőút Betegpuszta felé, majd 9,5 kilométer megtételét követően, felüljárón, csomópont nélkül keresztezi az M7-es autópályát, amely itt 138,1 kilométer megtétele után jár. A felüljáró északi hídfőjét elhagyva az út már Balatonlelle lakott területei között húzódik: a legdélebbi városrészben Május 1. utca, Tabán városrészbe érve Tabán utca, a központhoz közeledve pedig Kossuth Lajos utca néven. A 7-es főút 136+500-as kilométerszelvényénél lévő körforgalomba beletorkollva ér véget; ugyanebből a körforgalomból indul ki a Budapest–Murakeresztúr-vasútvonal Balatonlelle megállóhelyére vezető önkormányzati út is.
Teljes hossza, az országos közutak térképes nyilvántartását szolgáló kira.gov.hu adatbázisa szerint 11,750 kilométer.